# Vámosi Csaba
Vámosi Csaba (1975. szeptember 28. –) magyar labdarúgó.

## Pályafutása
Karrierje Tiszaújvárosban indult, majd Diósgyőrben folytatódott. Innen került az NB I.-es Vácba. 2009 februárjában Mezőkövesdre igazolt, ahol megnyerte a csapattal az NB III Mátra csoportját. Ezután három szezonon keresztül a NB II Keleti csoportjában szerepelt a Mezőkövesddel, ahol 2011-ben a második helyezést érték el.
2013-tól a labdarúgó megyei I. osztályú Nyíradonyi csapatának játékos-edzője.

## Külső hivatkozások
- NS online játékosprofil
- hlsz.hu játékosprofil
- rangado.hu: Nem róla szól a magyar foci[halott link]